# Teich am Braunshardter Tännchen
Der Teich am Braunshardter Tännchen ist ein Naturschutzgebiet in der Gemarkung Büttelborn im Kreis Groß-Gerau in Südhessen. Es wurde mit Verordnung vom 13. August 1987 ausgewiesen.

## Lage
Das Naturschutzgebiet liegt zwischen Büttelborn und Weiterstadt an der Bundesstraße 42. Die Fläche des Schutzgebietes beträgt 8,77 Hektar.

## Schutzzweck
Mit der Unterschutzstellung soll "im Gebiet zwischen der B 42 und dem Schlimmergraben ein Mosaik von Biotopen, das von offenen Wasserflächen, Verlandungszonen, Ufergehölzen bis hin zu Hecken und trockenen Brachflächen reicht, als Lebensraum für bestandsgefährdete, seltene Tier- und Pflanzengesellschaften naturnah erhalten, entwickelt und dauerhaft gesichert werden."

## Fauna und Flora
Bei dem Teich, der von einem kleinen Wald, dem Braunshardter Tännchen, umgeben ist, handelt es sich um eine ehemalige Kiesgrube, die im Zuge des Baus der nahen Autobahn A 67 ausgehoben wurde. Der Teich dient vor allem als Rastplatz für Zugvögel. In unmittelbarer südlicher Nachbarschaft, jenseits der B 42, liegt die Kreismülldeponie Büttelborn, die für die Vögel teilweise als Nahrungsquelle dient. Auch die zahlreichen Weißstörche, die im nahen Naturschutzgebiet Bruchwiesen bei Büttelborn nisten, suchen dort nach Nahrung (Bioabfälle).
Der Teich ist von einem dichten Ufergewächs umgeben. In direkter östlicher Nachbarschaft liegt ein Angelteich. Auf den Teichen sind insbesondere verschiedene Wasservögel anzutreffen, wie Höckerschwan (Cygnus olor), Kormoran (Phalacrocorax carbo), Teichhuhn (Gallinula chloropus), Stockente (Anas platyrhynchos) und viele andere. Der Teich besitzt auch einen reichen Fischbestand.